# علاقات الاتحاد الأوروبي الخارجية
تُعد علاقات الاتحاد الأوروبي الخارجية مسألة حكومية دولية بشكل كبير، وذلك على الرغم من وجود درجة كبيرة من التكامل بين الدول الأعضاء فيه. يتكون الاتحاد من 27 دولة عضو يسيطر كل منها على علاقاتهم الخاصة إلى درجة كبيرة. تُبذل أحيانًا محاولات للتحدث بصوت واحد، ولاسيما في مسائل التجارة والطاقة، وذلك في الوقت الذي يمسك فيه الاتحاد حملًا أكبر ككتلة واحدة. يجسد الممثل السامي للاتحاد للشؤون الخارجية والسياسة الأمنية هذا الدور.

## السياسة والجهات الفاعلة
تُعالج العلاقات الخارجية للاتحاد الأوروبي إما من خلال السياسة الخارجية والأمنية المشتركة التي يقررها المجلس الأوروبي، أو من خلال مفاوضات التجارة الاقتصادية التي تتعامل معها المفوضية الأوروبية. الممثلة السامية فيديريكا موغيريني هي دبلوماسية الاتحاد الأوروبي الرائدة في كلا المجالين. يمكن للمجلس أن يصدر توجيهات للمفاوضات (يجب عدم الخلط بينها وبين التوجيهات في الاتحاد الأوروبي، وهي أفعال قانونية) إلى اللجنة التي تعطي معاييرًا للمفاوضات التجارية.
يوجد قدر محدود من التعاون الدفاعي ضمن السياسة الأمنية والدفاعية المشتركة. توجد هناك آمال حول تحسين التعاون الدفاعي والتكامل بين الدول الأعضاء من خلال إنشاء وحدة التخطيط العسكري والقدرات التنظيمية التي تركز على العمليات العسكرية.

## التمثيل الدبلوماسي

### التاريخ
افتتحت الهيئة العليا للجماعة الأوروبية للفحم والصلب، سلف الاتحاد الأوروبي، مهمتها الأولى في لندن عام 1955، وذلك بعد ثلاث سنوات من بدء الدول غير الأوروبية في اعتماد بعثاتها في بروكسل إلى الجماعة. كانت الولايات المتحدة من المؤيدين المتحمسين لجهود الجماعة الأوروبية للفحم والصلب منذ البداية، وأرسل وزير الخارجية دين آتشيسون برقية إلى جان مونيه باسم الرئيس ترومان يؤكد فيها الاعتراف الدبلوماسي الأمريكي الكامل بالجنة. فوِّض سفير أمريكي لدى اللجنة بعد ذلك بوقت قصير، وترأس البعثة الخارجية الثانية لإقامة علاقات دبلوماسية مع مؤسسات الجماعة.
بدأ عدد المندوبين في الارتفاع في الستينيات من القرن العشرين بعد دمج المؤسسات التنفيذية للمجتمعات الأوروبية الثلاث في مفوضية واحدة. كان لدى بعض الدول تحفظات على قبول استلام وفود الاتحاد الأوروبي المركز الكامل للبعثة الدبلوماسية حتى الآونة لأخيرة. طلبت المادة 20 من معاهدة ماستريخت من الوفود والبعثات الدبلوماسية للدول الأعضاء «التعاون على ضمان الامتثال للمواقف الموحدة والإجراءات المشتركة التي اعتمدها المجلس وتنفيذها».
تغير اسم جميع وفود المفوضية الأوروبية السابقة إلى وفود الاتحاد الأوروبي في 1 يناير عام 2010 كجزء من عملية تأسيس الدائرة الأوروبية للشؤون الخارجية المتوخاة في معاهدة لشبونة، وتحولت عند نهاية الشهر الرابع والخمسين من البعثات (التي حُدِّدت بعلامة † في قائمة البعثات الدبلوماسية) إلى بعثات دبلوماسية تستخدم سلطات أكبر من تلك التي تستخدمها البعثات العادية. أخذت هذه الوفود رفيعة المستوى دورًا سبق أن لعبته السفارات الوطنية للدولة العضو التي تتولى الرئاسة الدورية لمجلس الاتحاد الأوروبي، واندمجت مع وفود المجلس المستقلة حول العالم. تتولى وفود الاتحاد الأوروبي من خلال هذا دور تنسيق السفارات الوطنية، والتحدث باسم الاتحاد الأوروبي ككل، وليس فقط المفوضية.
كان أول وفد رفيع المستوى هو الوفد الموجود في واشنطن العاصمة، وكان السفير المشترك الجديد جواو فايل دي ألميدا الذي حدد سلطاته الجديدة على أنها تتحدث مع كل من رؤساء المفوضية والمجلس والدول الأعضاء. سيكون السفير مسؤولًا في الحالة التي يوجد فيها موقف مشترك، ولكنه لن يتولى مهام السفراء الوطنيين في الأمور الثنائية. برزت التوقعات حول تحويل جميع الوفود بنهاية عام 2010. كان يمكن لبعض الدول اختيار العمل من خلال بعثات الاتحاد الأوروبي الجديدة، وإغلاق بعض سفاراتها الوطنية الأصغر، ولكن أشارت فرنسا حينها إلى أنها ستحافظ على شبكتها الخاصة حول العالم.

### المواقع
يرسل الاتحاد الأوروبي مندوبيه بشكل عام إلى عواصم الدول خارج الاتحاد الأوروبي والمدن التي تستضيف هيئات متعددة الأطراف فقط. تعمل بعثات الاتحاد الأوروبي بشكل منفصل عن عمل بعثات الدول الأعضاء، ولكن يمكنها أن تشارك الموارد والمرافق في بعض الظروف. تشارك البعثات مبانيها في أبوجا (عاصمة نيجيريا) مع عدد من الدول الأعضاء. تحتفظ المفوضية الأوروبية بتمثيل في كل دولة من الدول الأعضاء بالإضافة إلى مكاتب ووفود الدول الخارجية.
كانت هناك وفود منفصلة من مجلس الاتحاد الأوروبي لدى الأمم المتحدة في نيويورك، والاتحاد الأفريقي وأفغانستان، وذلك بالإضافة إلى وفود المفوضية الأوروبية الموجودة هناك، وذلك قبل تأسيس الدائرة الأوروبية للشؤون الخارجية بموجب معاهدة لشبونة. كانت هذه الوفود ستُحوُّل إلى وفود اتحاد أوروبي متكاملة خلال عام 2010.

### بعثات الدول الأعضاء
تملك الدول الأعضاء في الاتحاد الأوروبي بعثات دبلوماسية خاصة بها بالإضافة إلى وفود الاتحاد الأوروبي المشتركة. تحتفظ المفوضية الأوروبية من ناحية أخرى بتمثيل في كل دولة من الدول الأعضاء بالإضافة إلى وفود ومكاتب الدول الخارجية. تملك السفارة الوطنية للبلد الذي يتولى الرئاسة الدورية للاتحاد الأوروبي دور تمثيل السياسة الخارجية والأمنية المشتركة للاتحاد الأوروبي، وذلك في البلد الذي لم تتحمل وفود الاتحاد الأوروبي مسؤولياتها الكاملة فيه بموجب معاهدة لشبونة، ويمثل وفد الاتحاد الأوروبي (المفوضية سابقًا) المفوضية فقط.
تتحمل بعثات الدول الأعضاء مسؤوليات معينة تجاه رعاياها في الدول الشقيقة. تُجبر القنصليات على دعم مواطني الاتحاد الأوروبي في دول أخرى في الخارج إذا لم يكن لديهم قنصلية لدولتهم في هذه البلاد. تُجبر الدول الأعضاء أيضًا على مساعدة أي دولة عضو في حالة الطوارئ، وذلك مثل عمليات الإجلاء في دولة عضو التي تعمل دول الاتحاد الأوروبي فيها على مساعدة مواطني هذه الدولة.
لا تملك أي دولة عضو في الاتحاد الأوروبي سفارة في جزر البهاماس، وبوتان (مكتب الاتصال الدنماركي)، ودومينيكا، وغرينادا، وكيريباتي، وليبيريا (وفد الاتحاد الأوروبي)، وليختنشتاين، والمالديف، وجزر مارشال، وميكرونيسيا، وناورو، وبالاو، وسانت كيتس ونيفيس، وساموا (مكتب الاتحاد الأوروبي)، والصومال، وسوازيلاند (مكتب الاتحاد الأوروبي)، وتونغا، وتوفالو، والكيان السيادي لفرسان مالطة، والدول المعترف بها جزئيًا مثل الجمهورية العربية الصحراوية الديمقراطية وجمهورية الصين (تايوان) (17 مكتبًا غير دبلوماسي). لا تملك المفوضية الأوروبية وفودًا أو مكاتب في معظم الدول المذكورة أعلاه (باستثناء المذكورة بين قوسين).
تستضيف البلدان التالية سفارة واحدة فقط للدول الأعضاء في الاتحاد الأوروبي: أنتيغوا وباربودا (المملكة المتحدة)، وباربادوس (المملكة المتحدة، وفد الاتحاد الأوروبي)، وبليز (المملكة المتحدة، مكتب الاتحاد الأوروبي)، وجمهورية أفريقيا الوسطى (فرنسا، وفد الاتحاد الأوروبي)، وجزر القمر (فرنسا)، وغامبيا (المملكة المتحدة، مكتب الاتحاد الأوروبي) وغيانا (المملكة المتحدة، وفد الاتحاد الأوروبي)، وليسوتو (أيرلندا، وفد الاتحاد الأوروبي)، وسانت فنسينت والغرينادين (المملكة المتحدة)، وسان مارينو (إيطاليا)، وساو تومي وبرينسيب (البرتغال)، وجزر سليمان (المملكة المتحدة)، وتيمور الشرقية (البرتغال، وفد الاتحاد الأوروبي)، وفانواتو (فرنسا، وفد الاتحاد الأوروبي). لا تملك المفوضية الأوروبية وفودًا أو مكاتب في معظم الدول المذكورة أعلاه (باستثناء المذكورة بين قوسين).

الدول الأعضاء في الاتحاد الأوروبي
دول تحتضن تمثيليات للاتحاد الأوروبي